# Nematonereis unicornis
Nematonereis unicornis (Schmarda, 1861) è un anellide policheto della famiglia degli Eunicidi.
È un componente della comunità bentonica associata alla Posidonia oceanica.